# Tjärndalstjärnen (Undersåkers socken, Jämtland)
Tjärndalstjärnen är en sjö i Åre kommun i Jämtland och ingår i Indalsälvens huvudavrinningsområde. Sjön har en area på 0,13 kvadratkilometer och ligger 743,5 meter över havet.

## Delavrinningsområde
Tjärndalstjärnen ingår i det delavrinningsområde (702377-135465) som SMHI kallar för Utloppet av Stor-Gräpplingen. Medelhöjden är 719 meter över havet och ytan är 8,79 kvadratkilometer. Räknas de 6 avrinningsområdena uppströms in blir den ackumulerade arean 35,01 kvadratkilometer. Skårrån som avvattnar avrinningsområdet har biflödesordning 3, vilket innebär att vattnet flödar genom totalt 3 vattendrag innan det når havet efter 331 kilometer. Avrinningsområdet består mestadels av skog (50 procent) och kalfjäll (31 procent). Avrinningsområdet har 1,49 kvadratkilometer vattenytor vilket ger det en sjöprocent på 17 procent.